# Прокл (архиепископ Константинопольский)
Архиепи́скоп Прокл (греч. Πρόκλος) — архиепископ Константинопольский (434—446/447), ученик святителя Иоанна Златоуста, который рукоположил его сначала в сан диакона, а затем в сан пресвитера. Святой Прокл был свидетелем явления апостола Павла святителю Иоанну Златоусту. От своего учителя Прокл получил глубокие знания Священного Писания, научился в совершенной форме излагать мысли. 

## Жизнеописание
После изгнания и смерти святителя Иоанна Златоуста святой Прокл был рукоположён архиепископом Константинопольским Сисинием I (426/427) в сан епископа города Кизика, но под влиянием еретиков-несториан паства изгнала своего святителя. Тогда святой Прокл вернулся в столицу и проповедовал в храмах Константинополя, укрепляя слушателей в Православной вере, обличая злочестивых еретиков. По смерти святителя Патриарха Максимиана, святитель Прокл был возведен во архиепископа Константинопольского и управлял Церковью в течение двенадцати лет. В 438 году стараниями святителя при святом царе Феодосии II из Коман в Константинополь были перенесены мощи святителя Иоанна Златоуста.
Во время патриаршества Прокла империю постигло разрушительное землетрясение, продолжавшееся несколько месяцев. В Вифинии, Геллеспонте, Фригии рушились города, исчезали с лица земли реки, в безводных прежде местах возникали губительные наводнения. Ромеи во главе с Патриархом и императором выходили из города и совершали молебны о прекращении невиданного по силе бедствия. Во время одного молебна из толпы был невидимой силой поднят в воздух мальчик и унесен на высоту. Затем, целым и невредимым, отрок был опущен на землю и рассказал, что там, в Вышине, он слышал и видел, как Ангелы, славя Бога, поют: «Святый Боже, Святый Крепкий, Святый Бессмертный». Весь народ запел трисвятую молитву, присоединив к ней: «помилуй нас», — и землетрясение прекратилось. Эту молитву Православная Церковь поет за Богослужением и до сего дня (см. Трисвятое).

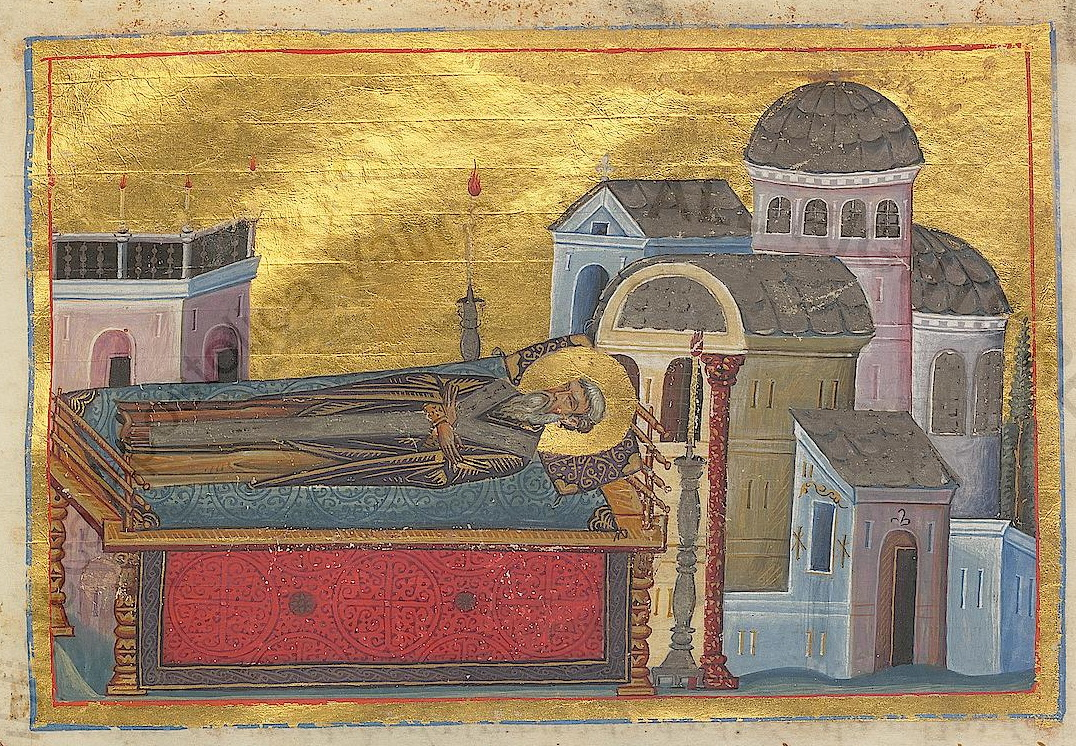
Успение святого Прокла (миниатюра Минология Василия II, 985 год, Ватиканская библиотека)

Константинопольская паства любила своего Патриарха за его подвижническую жизнь, за его заботу об обездоленных и за его проповеди. До наших дней дошли многие творения святителя. Наибольшей известностью пользуются направленные против несториан два слова святителя в похвалу Божией Матери и четыре слова на Рождество Христово, излагающие Православное учение о Воплощении Сына Божия. Приверженность Прокла основам христианской жизни, его терпеливое отношение к притеснениям, в конце концов, сделали его важнейшим духовным лицом своего времени. Продолжатель церковной традиции, заложенной святым Иоанном Златоустом, его соратник, святой Прокл терпеливо старался вернуть в лоно Церкви как сторонников несторианской ереси, так и тех, кто покинул Церковь в связи с изгнанием Иоанна Златоуста. Всеобщее уважение снискала деятельность святого Патриарха по устройству благочиния во всех церковных делах. Окруженный любовью и почетом, Прокл отошёл ко Господу в преклонном возрасте (умер в 446/447).
Православная церковь отмечает память архиепископа Прокла 20 ноября (по юлианскому календарю).

## Переводы
- Прокл Константинопольский. Слова и беседы. // Христианское чтение, номера за 1832—1841 годы (библиографию см.: Антология восточно-христианской богословской мысли. В 2 т. Т. 2. М.-СПб., 2009. С. 675)
- Прокл Константинопольский. Томос к армянам. / Пер. с сир. и комм. А. В. Муравьёва. // Антология восточно-христианской богословской мысли. В 2 т. Т. 1. М.-СПб., 2009. С. 596—605.

- Прокл Константинопольский. Слово на Рождество Господа нашего Иисуса Христа // Христианское чтение. 1838. IV. С. 265 слл.
- Прокл Константинопольский. Слово на Святое Богоявление. — Слово в неделю Ваий // Там же. 1839. I. С. 34 слл.; 295 слл. // Прибавления к Церковным ведомостям. 1900. № 2.
- Прокл Константинопольский. Слово на страдание Господа, во Святый и Великий Пяток // Там же. 1839. I. С. 303 слл.
- Прокл Константинопольский. Слово на Преображение Господа Бога и Спасителя нашего Иисуса Христа // Там же. 1839. III. С. 162 слл.
- Прокл Константинопольский. Похвальное слово Апостолу Андрею // Там же. 1839. IV. С. 188 слл.
- Прокл Константинопольский. Похвальное слово Пресвятой Деве Богородице Марии // Там же. 1839. IV. С. 27 слл. // Воскресное чтение. 1853. Вып. 31. С. 291—293.
- Прокл Константинопольский. Слово во Святый и Великий Четверток // Там же. 1840. II. С. 48 слл.
- Прокл Константинопольский. Слово на Святую Пасху // Христианское чтение. 1840. II. С. 56 слл.
- Прокл Константинопольский. Слово из текста: В начале бе Слово // Там же. 1840. II. С. 194 слл.
- Прокл Константинопольский. Слово о Воплощении // Деяния Вселенских Соборов. Т. I. Казань, 1855. С. 311—322.
- Прокл Константинопольский. Слово на святую Пятидесятницу // Там же. 1834. II. С. 245 слл.
- Прокл Константинопольский. Похвала Апостолу Павлу // Там же. 1840. II. С. 304 слл.
- Прокл Константинопольский. Похвальное слово Иоанну Златоустому // Там же. 1840. I. С. 65 слл.
- Прокл Константинопольский. Беседа о воплощении Господа нашего Иисуса Христа // Там же. 1832. ХLVIII. С. 265 слл.
- Прокл Константинопольский. Беседа на Святую Пасху // Там же. 1835. II. С. 3 слл.
- Прокл Константинопольский. Беседа о предании Божественной Литургии // Там же. 1839. IV. С. 36 слл.
- Прокл Константинопольский. Послание к армянам о Вере // Там же. 1841. I. С. 351 слл.